# NGC 269
NGC 269 је расејано звездано јато у сазвежђу Тукан које се налази на NGC листи објеката дубоког неба.
Деклинација објекта је - 73° 31' 54" а ректасцензија 0h 48m 21,0s. Привидна величина (магнитуда) објекта NGC 269 износи 13,3. NGC 269 је још познат и под ознакама ESO 29-SC16.